# Papierchromatographie

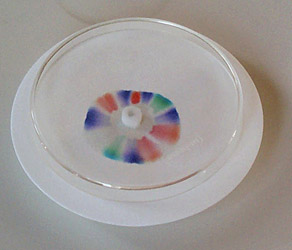
Papierchromatographie

Die Papierchromatographie, in der Standardsprache auch Papierchromatografie, ist ein chromatographisches Trennverfahren für kleine Substanzmengen, bei dem ein feines Filtrierpapier die stationäre (ruhende) Phase und ein Lösungsmittel die mobile (bewegliche) Phase darstellt.

## Verfahren

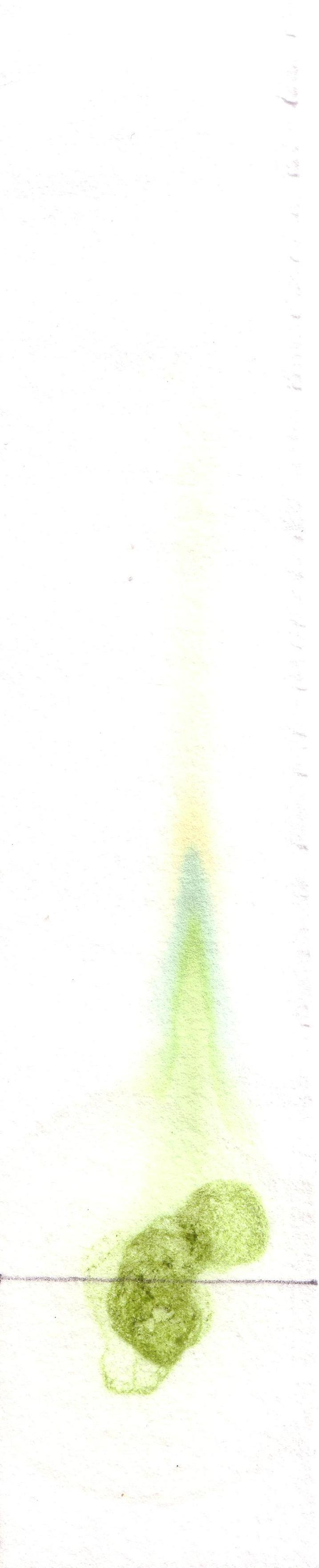
Papierchromatographie von Chlorophyll

Die gelöste Probe wird mit einer Kapillare auf das Filterpapier aufgebracht, dazu meist eine weitere Probe mit einer oder mehreren bekannten Vergleichssubstanz(en). Das getrocknete Filterpapier wird so in ein geschlossenes Glasgefäß gestellt oder gehängt, dass das Papier nicht die Glaswand berührt. Der Startpunkt befindet sich am unteren Ende so weit vom Papierrand entfernt, dass er nicht in das Lösungsmittel eintaucht. Durch die Kapillarwirkung steigt das Lösungsmittel nach oben und transportiert die Substanzen mit, wobei sich durch die Wechselwirkung (Adsorption und Desorption) der Substanz mit dem Papier eine substanzspezifische Wanderungsgeschwindigkeit ergibt. Dieses Trennverfahren wird auch „aufsteigende“ Papierchromatographie genannt und ist weiter verbreitet als die sogenannte „absteigende“ Papierchromatographie.

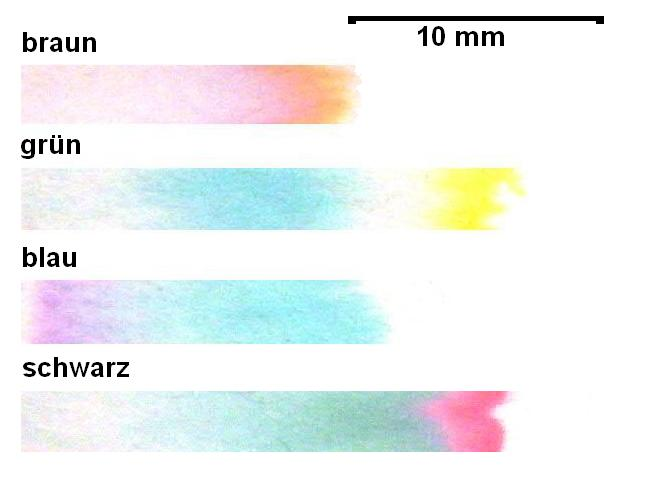
Papierchromatogramm verschiedener Filzstiftfarben (Lösungsmittel: Wasser, Start: links)

Gebräuchlich ist neben der eindimensionalen Papierchromatographie auch die zweidimensionale Papierchromatographie (zweimaliger Durchlauf der Substanz bei Drehung des Chromatogramms um 90°) für die Trennung komplexerer Gemische, wie beispielsweise Aminosäuren aus Proteinen. Dabei kann für den zweiten Durchlauf ein anderes Lösemittel, oder Lösemittelmischung verwendet werden. Nachteilig ist, dass sich bei dieser Variante keine Vergleichsubstanz nutzen lässt. 
Farblose Proben werden nach dem Trocknen des Chromatogramms mit einem Reagenz sichtbar gemacht, bei Aminosäuren beispielsweise durch Aufsprühen von Ninhydrin. Dies hat den Nachteil, dass die Substanzen chemisch verändert werden und ggf. nicht alle Komponenten detektiert werden können. Ohne Reagenzien lassen sich einige Substanzen auch mit UV-Licht detektieren, was den Vorteil hat, dass die Substanzen chemisch nicht verändert werden und sie bei Bedarf extrahiert werden können. 
Die Papierchromatographie eignet sich sehr gut als Schüler-Experiment, da ohne Gefahr mit einfachen Mitteln ein wichtiges Analyseverfahren selbst durchgeführt werden kann. So kann z. B. die Farbstoff-Zusammensetzung verschiedener Filzstift-Tinten untersucht werden. Als Lösungsmittel wird Wasser verwendet. Neben dem Prinzip der Chromatographie werden hierbei auch grundlegende Erkenntnisse der subtraktiven Farbmischung vermittelt.

## Preisverleihung
Der Nobelpreis für Chemie des Jahres 1952 wurde an Archer John Porter Martin und  Richard Laurence Millington Synge für die Entwicklung dieser Art der Chromatographie verliehen.